# Vladislav Volkovich e Volodymyr Kondratenko
Vladislav Volkovich e Volodymyr Kondratenko (ambos nascidos em 1967 em Kiev, Ucrânia) formaram uma dupla de assassinos em série (serial killers) que mataram ao menos 16 pessoas em Kiev, na Ucrânia, entre 1991 e 1997.
Eles eram também chamados de os Assassinos Noturnos (em inglês, Nighttime Killers) e em ao menos dois crimes tiveram a ajuda de Andriy Tymoshyn e Serhiy Tretiachenko.
Kondratenko cometeu suicídio após o julgamento começar e Volkovich cumpre prisão perpétua desde 2000.
"A maioria delas [das vítimas] morreu devido a tiros de espingarda 22, se bem que todas foram brutalmente golpeadas antes", escreveu o NVI Notícias do México em em junho de 2019.

## Os crimes
Em 18 de junho de 1996, um operário de 44 anos chamado Yevheniy Osechkin foi encontrado morto perto da estação ferroviária Karavaevi Dachi em Kiev. Um informante anônimo chamou a polícia e alegou que alguém havia acabado de ser baleado com uma pistola com silenciador. No entanto, a investigação forense descobriu que a vítima foi realmente atingida por um rifle 22 (um único invólucro foi recuperado) e esfaqueada várias vezes. O informante nunca foi localizado. A investigação rapidamente determinou que Osechkin, um operário de fábrica, não tinha inimigos e o roubo foi descartado como motivo, pois a vítima ainda tinha na carteira o salário que havia recebido.
A polícia começou a investigar outros assassinatos na área e descobriu que alguns meses antes, um morador de rua havia sido baleado com uma espingarda de calibre 22 e esfaqueado a apenas 100 metros do local onde Osechkin foi assassinado. Os investigadores começaram a vasculhar e vigiar a área próxima à estação de trem e algumas pessoas que levantaram suspeitas foram presas, mas todas tinham álibis.
Duas semanas depois, um conhecido médico local, chamado Oleksandr Yehorov, foi morto a tiros em seu carro em plena luz do dia. Algumas testemunhas do assassinato descreveram o suspeito como um homem de cerca de 30 anos de idade. Menos de uma hora após o assassinato de Yehorov, outra vítima masculina foi encontrada a vários quarteirões de distância, novamente baleada com um rifle 22 e esfaqueada. A descrição de um homem que foi visto perambulando na área combinava com o suspeito dos  assassinatos de Yehorov e Osechkin. Impressões digitais também foram recuperadas nas duas cenas.
No entanto, nenhuma digital compatível foi encontrada no bando de dados da polícia e como a descrição dava poucas pistas, a investigação parou até que outro assassinato ocorresse duas semanas depois.
A nova vítima era um homem chamado Oleksandr Shpack. Antes de ser morto, Shpack havia estado numa festa de aniversário com a namorada, onde teve uma desavença com dois homens. Os três foram expulsos da festa. Shpack foi encontrado baleado e esfaqueado pouco tempo depois e sua namorada forneceu uma descrição dos dois homens, que correspondiam com as descrições anteriores. Ela também lembrou que um dos homens se chamava Volodymyr.
Em 4 de setembro, outra vítima do sexo masculino foi encontrada esfaqueada e baleada na cabeça e no peito por um rifle 22 e os cartuchos encontrados na cena do crime acabaram criando um vínculo com os assassinatos anteriores. No entanto, a vítima nunca foi identificada e nenhuma testemunha se apresentou e a investigação parou novamente.
No dia 28 de setembro, por volta das 22h30, um homem chamado Petr Gromov foi encontrado baleado em seu veículo. Ele havia levado dois tiros na cabeça e também havia sido esfaqueado. Desta vez, os assassinos empurraram o corpo para fora do carro e tentaram levar o carro, mas os tiros haviam quebrado uma janela e furado o teto, o que os fez abandonarem o veículo a menos de um quarteirão de distância do local do crime, aparentemente preocupados que os danos causados ao carro pudessem ajudar a identificá-los.
A esta altura, os investigadores já estavam convencidos de que estavam lidando com uma dupla de assassinos em série que tinham como alvo homens de cerca de 30-35 anos de idade.

### Motivação
Com o objetivo de lucro (ganhos financeiros), Volkovich e Kondratenko decidiram se tornar assassinos contratados (de aluguel). Eles também chegaram a discutir a possibilidade de matar conhecidos para conseguir recursos financeiros mais imediatos, uma vez que não sabiam a quem procurar para conseguir trabalho como assassinos contratados. Durante um de seus depoimentos, Volkovich afirmou que "elas [as vítimas] não eram nada para mim, não pessoas, apenas itens de uma lista. Elas [as mortes das vítimas] me fizeram sentir como um super-homem".
Kondratenko também tinha um caso com a esposa de Bykov, de quem era conhecido. Bykov também possuía uma pistola que Kondratenko queria para si e após o assassinato, continuou a ver a esposa da vítima, chegando a levá-la ao necrotério e à polícia para acompanhar o caso do assassino do marido, tudo para continuar o caso com a mulher.
"Em sua declaração, alegaram que começaram a matar com a intenção de fazer uma espécie de "treinamento" para começar a trabalhar como assassinos contratados. Eles disseram que começaram essa preparação com vagabundos, mas depois começaram a fazer isso por diversão", escreveu o NVI Notícias do México em em junho de 2019.

### Perfil das vítimas
Homens entre 30 e 40 anos de idade.  Começaram a matar moradores de rua como uma espécie de "treinamento", tendo depois "evoluído" para outros "perfis", como o de proprietários de carros - visavam o veículo como a possibilidade de ganho financeiro. Também mataram acidentalmente uma mulher, ao bater no carro da vítima enquanto dirigiam alcoolizados.

### Modus operandi
Matavam com tiros de uma espingarda 22, esfaqueavam e batiam nas vítimas usando uma grande variedade de armas, como tesouras, tijolos e barras de ferro.

## Investigações e captura
No final de setembro de 1996, após a morte de  Petr Gromov, mais cinco crimes haviam sido vinculados aos assassinatos, incluindo o de Bykov. Uma testemunha deste caso, disposta a ajudar, deu aos policiais o nome de  Volodymyr Dmitrievich Kondratenko, mas os policiais não tinham seu endereço. Os investigadores então passaram a vigiar a rua Sotzialistichna, local do assassinato de Bykov e Gromov, e uma mulher moradora da área deu o nome de Volodymyr aos policiais após ver a descrição dos assassinos. Ela também disse que ele morava nas proximidades. Entrando num dos prédios, num apartamento que estava com a porta destrancada, a polícia chegou a encontrar o cadáver de um homem morto a tiros e por esfaqueamento.
A vigilância do prédio foi intensificada e dias depois a polícia localizou Kondratenko perambulando no local com outro homem, que correspondia à descrição do outro suspeito. O segundo homem foi identificado como Vladislav Volkovich.
Ambos foram presos após confessarem os crimes e, durante os depoimentos, outros dois homens acabaram envolvidos em dois crimes: Andriy Tymoshyn, ex-Inspetor Aduaneiro Sênior, e Serhiy Tretiachenko, um motorista de entregas, foram acusados de terem participado de um crime de roubo de carro e assassinato cada.

## Julgamento e penas
O caso foi rapidamente a julgamento e Volkovich e Kondratenko confessaram mais de 20 assassinatos, sendo que muitas de suas vítimas não foram identificadas por serem moradores de rua. Os dois acabaram acusados de apenas 16 dos assassinatos.
Dias após o início do julgamento, Kondratenko morreu devido a uma overdose de medicamentos enquanto estava sob custódia policial. Sua morte foi considerada suicídio.
Após sua morte, Volkovich tentou mudar seu depoimento para incriminar apenas Kondratenko como responsável pelos assassinatos.
"Timoshin também disse que não tinha nada a ver com o assassinato, que simplesmente acompanhou Kondratenko quando este assassinou um motorista de táxi para roubá-lo. No entanto, Kondratenko havia dito que havia feito uma oferta a Timoshin para matar o homem por dinheiro, com quem o inspetor aposentado tinha, aparentemente, sérios problemas", escreveu o NVI Notícias do México em junho de 2019.
Após um longo julgamento, todos os três suspeitos vivos (Volkovich, Tymoshyn e Tretiachenko) foram considerados culpados em agosto de 2000, recebendo a pena de prisão de perpétua. Volkovich teria recebido a pena de morte se esta não houvesse sido abolida na Ucrânia.